# 18 -eighteen-
18 -eighteen- là album đầu tiên của Nana Kitade được ra mắt vào năm 2005. Album bao gồm 6 single đầu tiên và 5 bài hát mới. Album này khá thành công, xếp #15 trong Oricon charts và trụ lại trong 5 tuần. "18 -eighteen-" cũng được phát hành ở Mĩ với một vài title khác biệt, trong đó có bài KISS or KISS bản tiếng Anh.
Sau khi album được phát hành, Nana Kitade tiếp tục cho ra DVD NANA KITADE: -18MOVIES- gồm các video của các single được yêu thích.

## Đĩa đơn
- "消せない罪 (Kesenai Tsumi)" (29 tháng 10 năm 2003)
- "撃たれる雨 (Utareru ame)" (4 tháng 2 năm 2004)
- "HOLD HEART" (22 tháng 7 năm 2004)
- "pureness/nanairo)" (17 tháng 11 năm 2004)
- "KISS or KISS" (1 tháng 6 năm 2005)
- "悲しみのキズ (Kanashimi no Kizu)" (20 tháng 7 năm 2005)